# Акт проголошення незалежності України

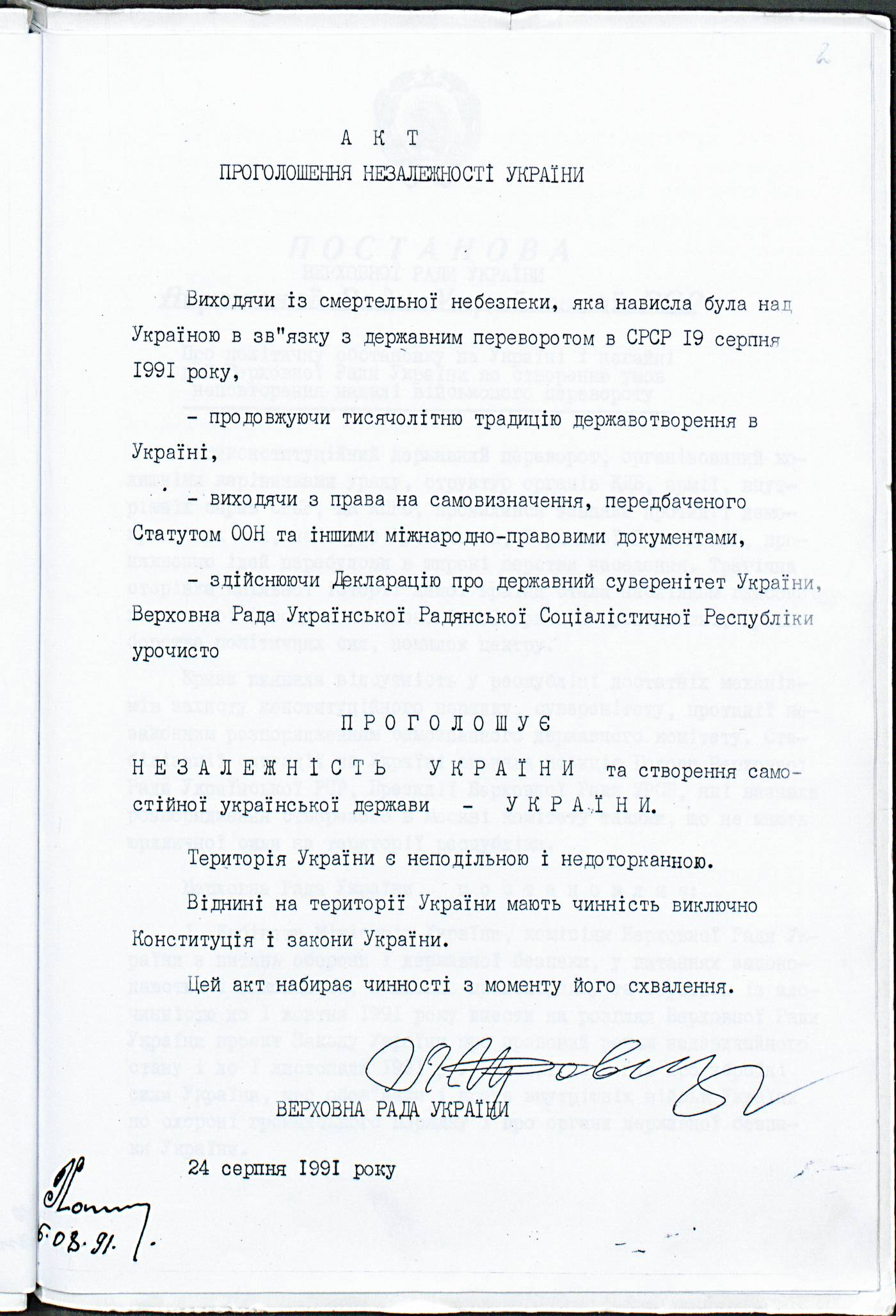
Акт проголошення незалежності України

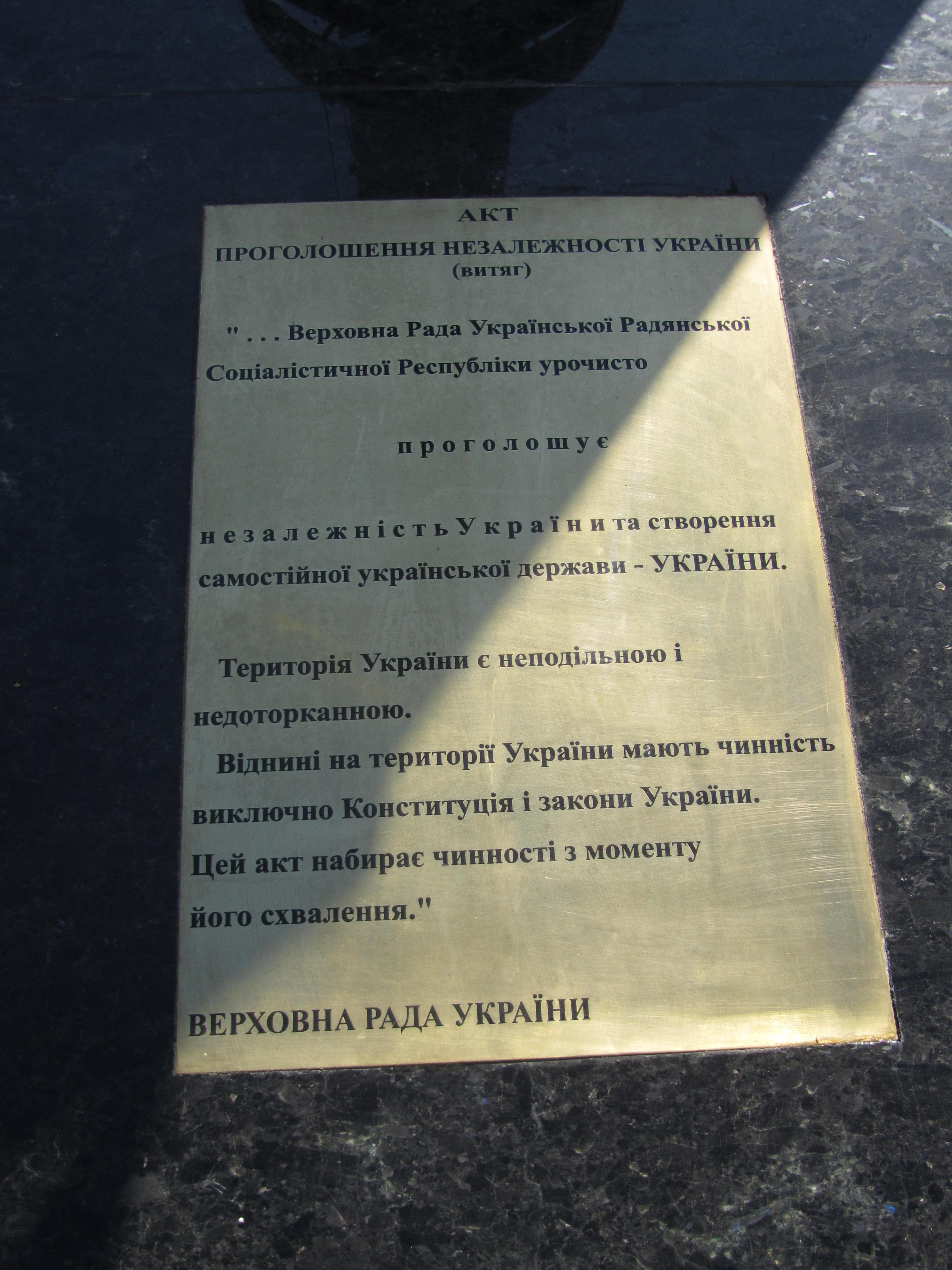
Слова Акта проголошення Незалежності України на постаменті Державного прапора України, встановленого у Змієві на честь 20-ї річниці Незалежності

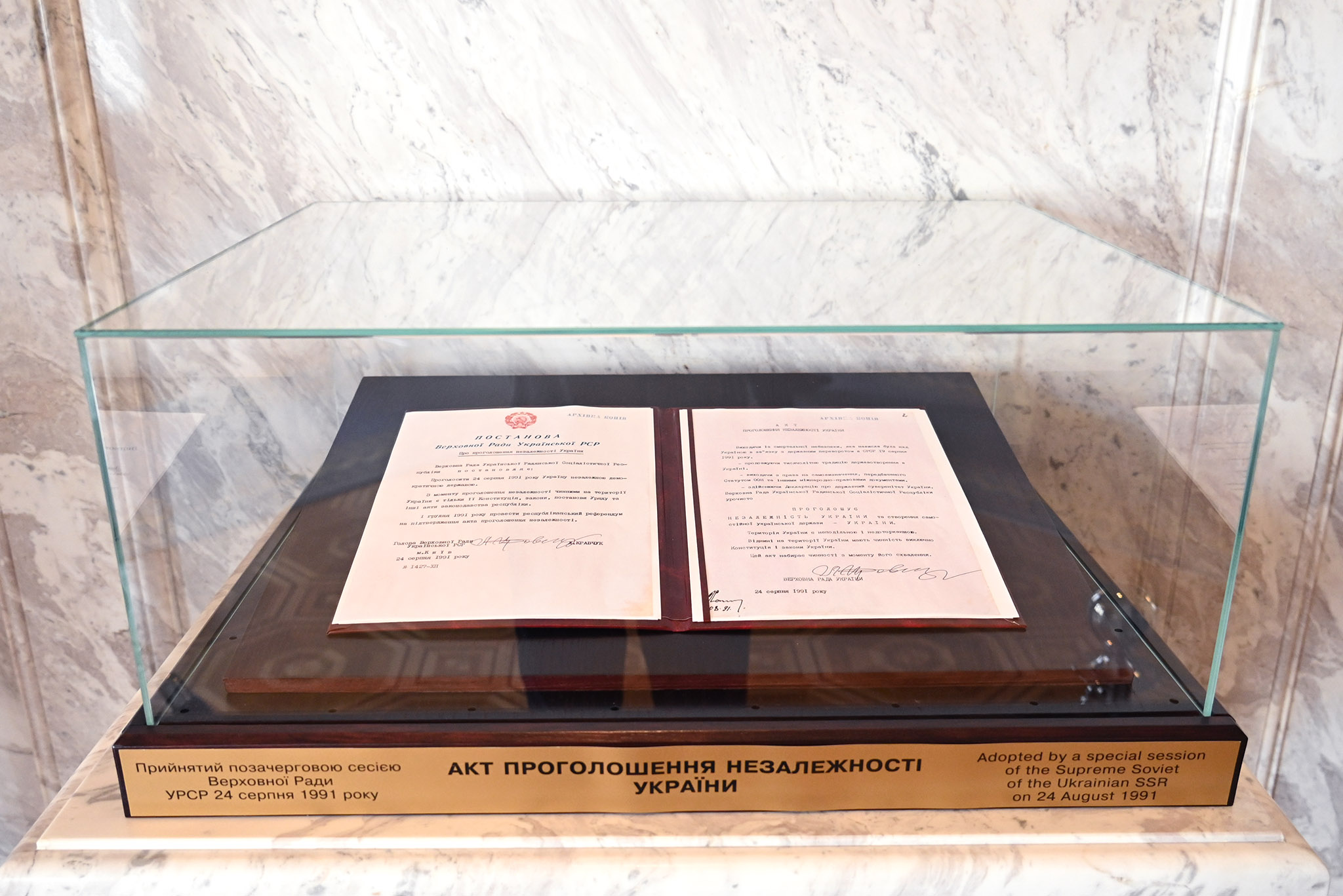
Акт проголошення незалежності України у Верховній Раді України

Акт проголо́шення незале́жності Украї́ни — політико-правовий документ, ухвалений позачерговою сесією Верховної Ради УРСР 24 серпня 1991 року, яким проголошено незалежність України і створення самостійної української держави — України.  У чернетці Акта замість слова «проголошення» (незалежності України) було слово «відновлення» з огляду на те, що незалежність України (Української Народної Республіки) була проголошена раніше, 22 січня 1918 року, Четвертим Універсалом Центральної Ради. 
Разом з цим Актом 24 серпня 1991 року також ухвалено Постанову Верховної Ради УРСР «Про проголошення незалежності України» і Постанову Верховної Ради України «Про військові формування на Україні».

## Текст Акта проголошення незалежності України

Чернетка Акта проголошення незалежності України, написана Левком Лук'яненком.

А К Т  ПРОГОЛОШЕННЯ НЕЗАЛЕЖНОСТІ УКРАЇНИ

Про проголошення незалежності України
Виходячи із смертельної небезпеки, яка нависла була над Україною в зв'язку з державним переворотом в СРСР 19 серпня 1991 року,
— продовжуючи тисячолітню традицію державотворення в Україні.
— виходячи з права на самовизначення, передбаченого Статутом ООН та іншими міжнародно-правовими документами,
— здійснюючи Декларацію про державний суверенітет України, Верховна Рада Української Радянської Соціалістичної Республіки урочисто проголошує
н е з а л е ж н і с т ь  У к р а ї н и  та створення самостійної української держави — УКРАЇНИ.
Територія України є неподільною і недоторканною.
Віднині на території України мають чинність виключно Конституція і закони України.
Цей акт набирає чинності з моменту його схвалення.
ВЕРХОВНА РАДА України

24 серпня 1991 року

## Текст Постанови ВР УРСР «Про проголошення незалежності України»
П О С Т А Н О В А  ВЕРХОВНОЇ РАДИ УКРАЇНСЬКОЇ РСР

Про проголошення незалежності України

(Відомості Верховної Ради (ВВР) 1991, № 38, ст. 502)
Верховна Рада Української Радянської Соціалістичної Республіки п о с т а н о в л я є:
Проголосити 24 серпня 1991 року Україну незалежною демократичною державою.
З моменту проголошення незалежності чинними на території України є тільки її Конституція, закони, постанови Уряду та інші акти законодавства республіки.
1 грудня 1991 року провести республіканський референдум на підтвердження акта проголошення незалежності.
Голова Верховної Ради Української РСР Л. КРАВЧУК

м. Київ, 24 серпня 1991 року

№ 1427-XII

## Текст Постанови ВР України «Про військові формування на Україні»
П О С Т А Н О В А  ВЕРХОВНОЇ РАДИ УКРАЇНИ

Про військові формування на Україні

(Відомості Верховної Ради України (ВВР), 1991, № 38, ст. 506)
Верховна Рада України (ВР) п о с т а н о в л я є:
1. Підпорядкувати всі військові формування, дислоковані на
території республіки, Верховній Раді України.
2. Утворити Міністерство оборони України.
3. Урядові України приступити до створення Збройних Сил України, республіканської гвардії та підрозділу охорони Верховної
Ради, Кабінету Міністрів і Національного банку України.
Голова Верховної Ради України Л. КРАВЧУК
м. Київ, 24 серпня 1991 року
№ 1431-XII